# Luis Gregorio Ramos
Luis Gregorio Ramos (n. 15 mai 1953, Lugo, Galicia, Spania) este un canoist ce a reprezentat Spania, medaliat olimpic. A participat la 3 ediții ale Jocurilor Olimpice (1976, 1980, 1984) în care a câștigat o medalie de argint și o medalie de bronz.